# City of Chelmsford
City of Chelmsford is een district  met de officiële titel van city, in het shire-graafschap (non-metropolitan county of county) Essex en telt 177.000 inwoners. De oppervlakte bedraagt 339 km². Hoofdplaats is Chelmsford.
Van de bevolking is 14,6% ouder dan 65 jaar. De werkloosheid bedraagt 2,1% van de beroepsbevolking (cijfers volkstelling 2001).

## Plaatsen in City of Chelmsford
- Chelmsford, Steeple

## Civil parishesin district Chelmsford
Boreham, Broomfield, Chignall, Danbury, East Hanningfield, Galleywood, Good Easter, Great Baddow, Great Waltham, Great and Little Leighs, Highwood, Little Baddow, Little Waltham, Margaretting, Mashbury, Pleshey, Rettendon, Roxwell, Runwell, Sandon, South Hanningfield, South Woodham Ferrers, Springfield, Stock, West Hanningfield, Woodham Ferrers and Bicknacre, Writtle.